# Una donna in attesa di divorzio
Una donna in attesa di divorzio (One Is a Lonely Number) è un film del 1972 diretto da Mel Stuart.

## Trama
Amy Brower è una ventisettenne che pensa che il suo matrimonio con James sia felice, finché questi non la lascia per un'altra. Da sola per la prima volta nella sua vita, Amy viene presentata dalla sua migliore amica Madge a un gruppo di sostegno per donne divorziate guidato dalla carismatica Gert, la quale la indirizza a un avvocato divorzista. Intanto Amy si adatta a fare la bagnina nella piscina comunale, diventa amica dell'anziano fruttivendolo del quartiere Joseph – vedovo e prodigo di paterni consigli – e intreccia una relazione con l'affascinante Howard. L'uomo si rivela essere sposato e Amy, delusa, intende vendicarsi dell'universo maschile accettando la linea dura suggerita dal suo legale per l'imminente udienza di divorzio. All'ultimo momento, tuttavia, la donna deciderà di separarsi pacificamente e tornerà più consapevole e con rinnovato entusiasmo al suo lavoro in piscina, pronta per il vero inizio della sua nuova vita.

## Riconoscimenti
- 1973 - Golden Globe
  - Nomination Migliore attrice in un film drammatico a Trish Van Devere